# Линдман, Ханс
Нильс Ханс Линдман (швед. Nils Hans Lindman; 6 сентября 1884, Уппсала — 24 января 1957, Уппсала) — шведский футболист и игрок в хоккей с мячом. Выступал за национальные сборные Швеции по данным видам спорта. Участник Олимпийских игр 1908 года.

## Биография
Выступал за «Уппсалу» в футболе и хоккее с мячом. За футбольный клуб дважды доходил до финала чемпионата Швеции, а в хоккее с мячом вместе с клубом пять раз становился чемпионом страны.
В 1908 году был выбран отборочной комиссией национальной сборной Швеции по футболу в состав на первый матч сборной. В этом матче, состоявшемся 12 июля, Швеция разгромила сборную Норвегии со счётом 11:3.
В октябре 1908 года участвовал в Олимпийских играх 1908 года. На турнире принял участие в двух встречах: с Великобританией (1:12) и Нидерландами (0:2).
На Олимпийских играх 1912 года в Стокгольме принимал участие в качестве помощника судьи.
Умер в Уппсале 24 января 1957 года.

## Достижения

### Хоккей с мячом
Уппсала
- Чемпион Швеции: 1907, 1910, 1911, 1912, 1913